# Hiroki Sakai
Hiroki Sakai (Japansk: 酒井 宏樹, født 12. april 1990 i Kashiwa, Japan) er en japansk fodboldspiller (højre back). Han spiller for Hannover 96 i den tyske Bundesliga. Han har spillet for klubben siden 2012.

## Landshold
Sakai står (pr. juni 2014) noteret for 18 kampe for Japans landshold, som han debuterede for 23. maj 2012 i et opgør mod Aserbajdsjan. Han blev udtaget til landets trup til VM i 2014 i Brasilien og VM i 2018 i Rusland.